# Broodvermenigvuldigingskerk

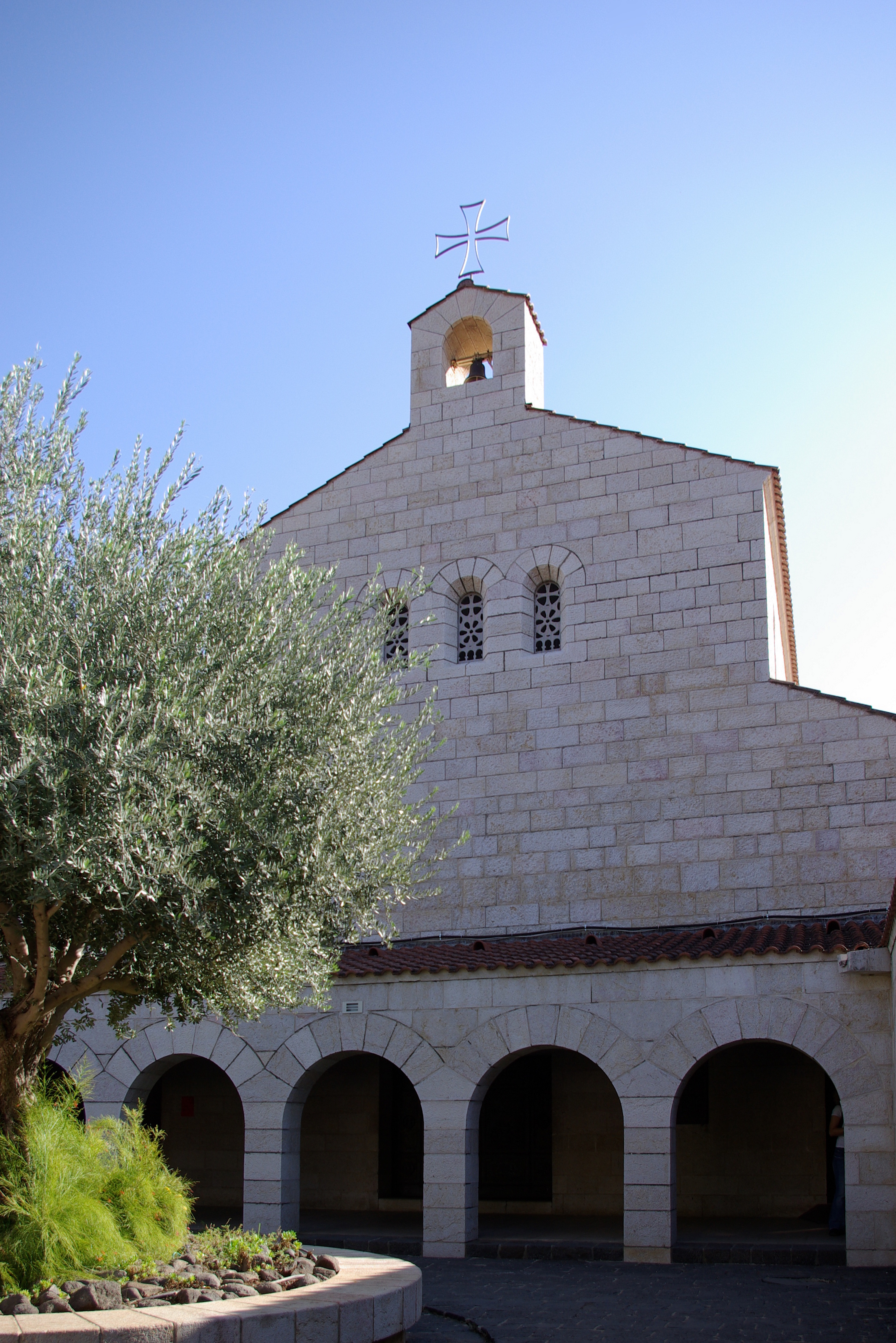
Broodvermenigvuldigingskerk, gezien vanuit het atrium.

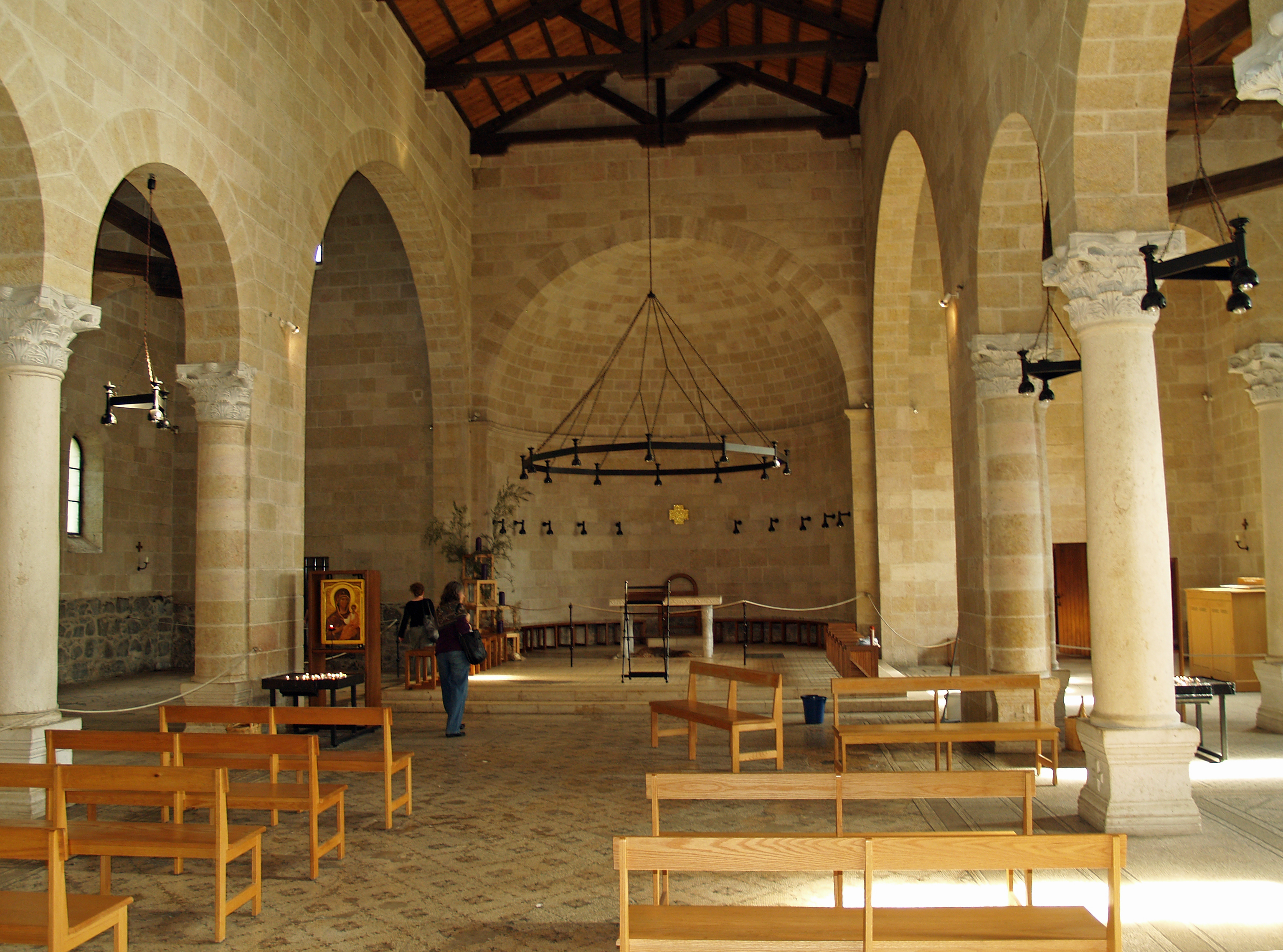
Interieur.

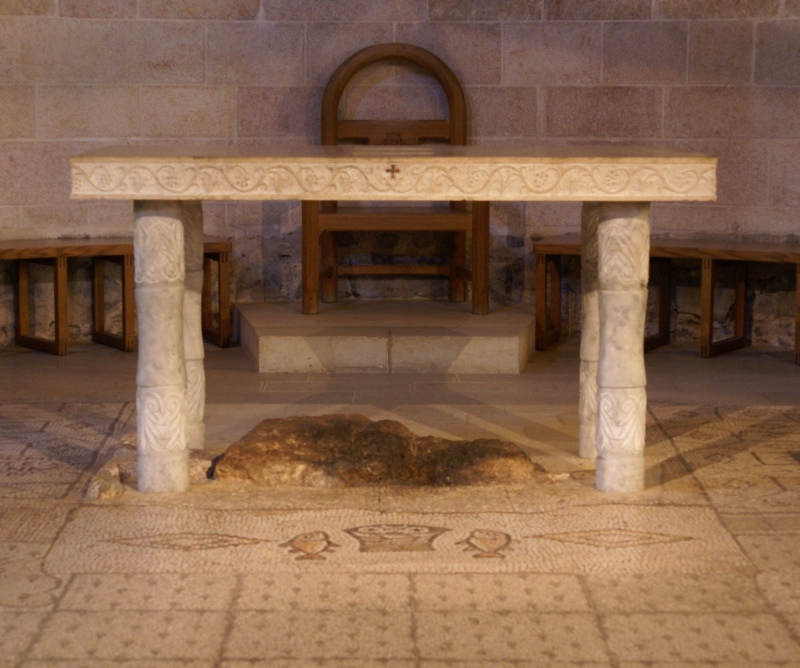
Altaar met eronder de steen waarop Jezus het brood gelegd zou hebben. Voor het altaar een vroeg-vijfde-eeuws mozaïek met het brood en de vissen.

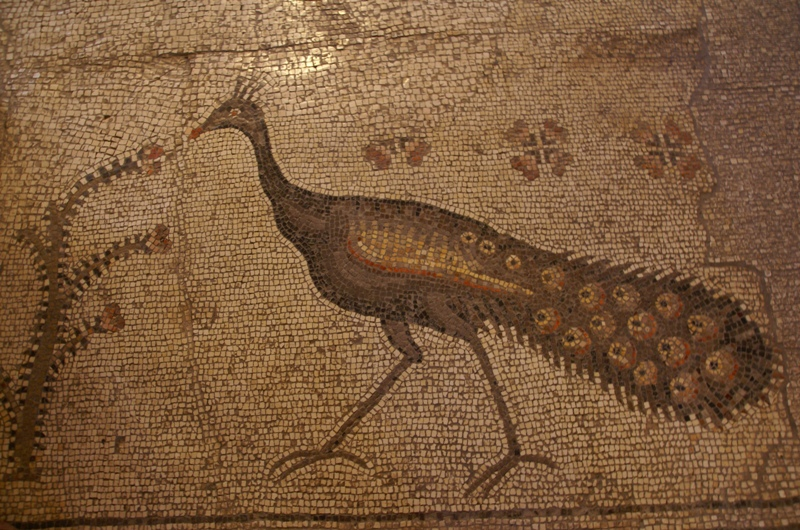
Detail van de mozaïekvloer uit de vierde eeuw.

De Broodvermenigvuldigingskerk is een twintigste-eeuwse, rooms-katholieke kerk, gelegen in Tabgha, Israël. De kerk volgt de plattegrond van de eerdere vijfde-eeuwse kerk, waarvan delen van de mozaïekvloeren bewaard zijn gebleven.

## Geschiedenis
De plaats in Tabgha wordt gezien als de plek waar Jezus vijfduizend mensen te eten gaf door het wonder van de broodvermenigvuldiging.
De oudste vermelding van een kerk op de plaats van de huidige kerk in Tabgha stamt uit circa 380. De Spaanse pelgrim Egeria beschrijft dat nabij Kapernaum de steen waarop Jezus het brood zou hebben gelegd tot een altaar was gemaakt en dat er een kerk omheen was gebouwd.
In de vijfde eeuw werd op de fundamenten van de vierde-eeuwse kerk een grotere, Byzantijnse kerk gebouwd. In 614 vielen de Perzen de streek binnen en vernietigden de kerk van de Vermenigvuldiging van de Broden en de Vissen.
In 1888 verwierf de Deutsche Katholische Palaestinamission de plek waar de kerk oorspronkelijk stond.
In 1892 werd een eerste archeologisch onderzoek gedaan. Uitgebreide opgravingen vonden pas plaats in 1932. Hierbij werd de mozaïekvloer van de vijfde-eeuwse kerk, die gebouwd was de op de fundamenten van een kleinere vierde-eeuwse kapel, gevonden. De mozaïeken stammen uit de periode van het midden van de vierde eeuw tot de vroege vijfde eeuw.
Toen in 1936 deze mozaïeken werden blootgelegd, werd om ze te beschermen een houten noodkerk opgericht. De kerk werd bediend door de Benedictijnen.
De huidige kerk, die de noodkerk verving, werd gebouwd tussen 1980 en 1982 naar een ontwerp van de Keulse architecten Anton Goergen en Fritz Baumann. De kerk volgt de plattegrond van de vijfde-eeuwse Byzantijnse kerk. De Broodvermenigvuldigingskerk werd in 1982 ingewijd.
In maart 2000 bezocht Paus Johannes Paulus II de Broodvermenigvuldigingskerk.
In juni 2015 raakte de kerk zwaar beschadigd door brand. De politie ging uit van brandstichting en pakte drie extremistisch-joodse jongeren op die ervan verdacht worden de brand te hebben aangestoken. Op 12 februari 2017 vond de eerste dienst in de herstelde kerk plaats.

## Bouw
De Broodvermenigvuldigingskerk is gebouwd in Byzantijnse stijl. De ingang loopt via een atrium en narthex. De kerk heeft een centraal schip met twee zijbeuken. Het centrale schip heeft een apsis, waar het altaar voor staat. Aan beide zijden van het koor bevindt zich een transept.
De gerestaureerde mozaïekvloeren uit de vierde en vroege vijfde eeuw zijn te bezichtigen. De grootste stukken bevinden zich in de beide transepten. In het mozaïek zijn verschillende dieren en planten uit de omgeving afgebeeld. Voor het altaar bevindt zich een mozaïek met de voorstelling van een mand met vier broden geflankeerd door twee vissen.
Onder het altaar bevindt zich een steen van kalksteen uit de vierde-eeuwse kerk waarvan men dacht dat Jezus er het brood op plaatste.

## Beheer
De Broodvermenigvuldigingskerk wordt beheerd en bediend vanuit het Benedictijnse klooster van Tabgha.